# Коротаційне коло

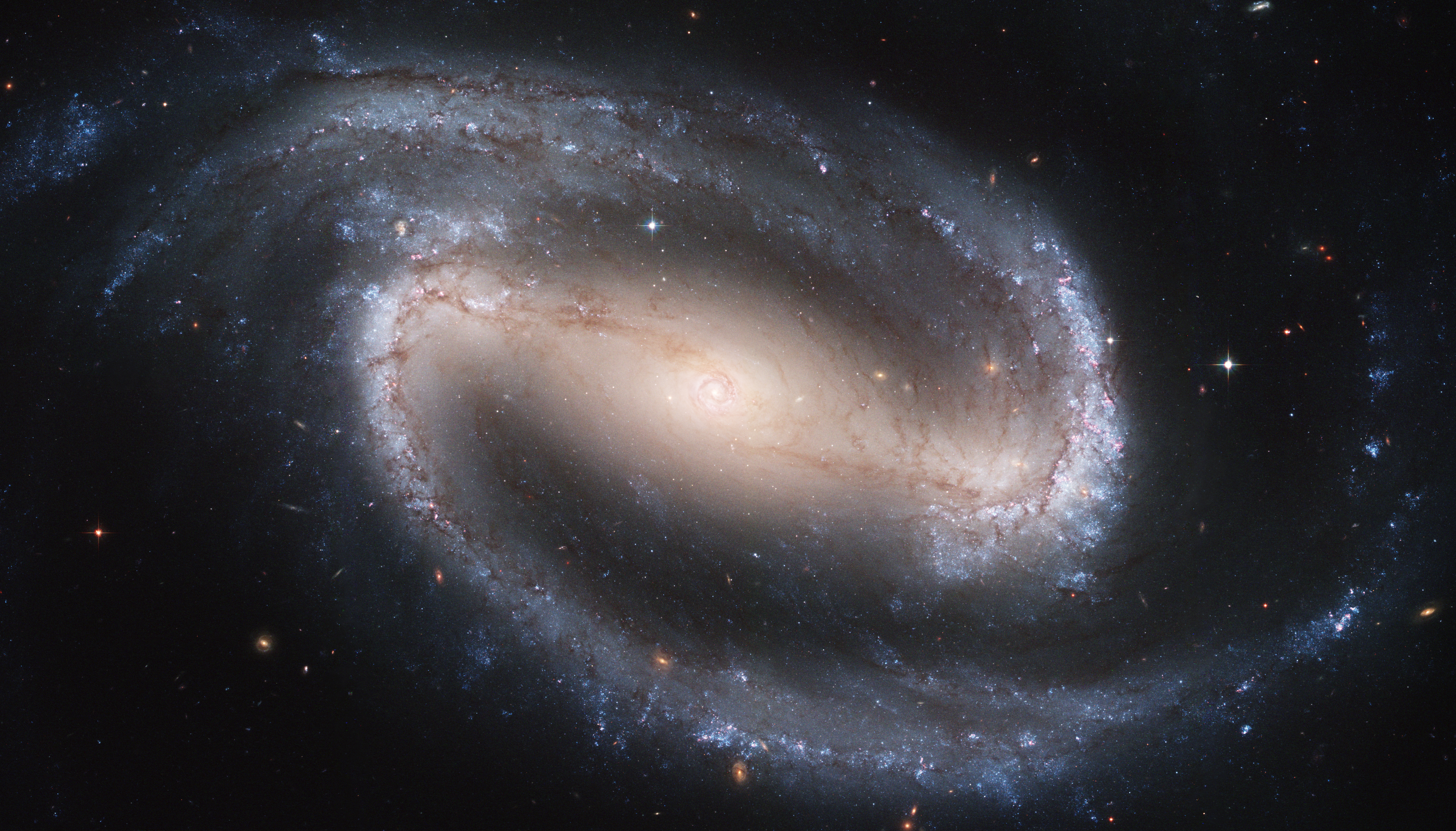

Коротаційне коло — це коло навколо центру спіральної галактики, де зорі рухаються з тією ж швидкістю, що й спіральні рукави. Радіус цього кола називається радіусом коротації. Усередині кола зорі рухаються швидше, а зовні – повільніше, ніж спіральні рукави.
Сонце розташоване поблизу коротаційного кола Чумацького Шляху.
Вважається, що спіральна структура обертається як тверде тіло, тоді як газ та зорі обертаються диференціально. На певній відстані від центру швидкість обертання спірального візерунка і газу із зорями порівнюється - такий радіус називається радіусом коротації, а відповідне коло - коротаційним колом або просто коротацією. Крім того, область, де швидкості обертання приблизно дорівнюють, називають зоною коротації. Зовні радіуса коротації зорі і газ обертаються повільніше за спіральний візерунок, всередині - швидше.